# Emile Pierre Ratez

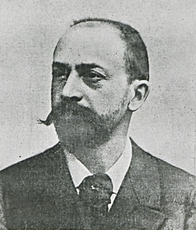

Emile Pierre Ratez (Besançon, 5 novembre 1851 – Lilla, 19 maggio 1934) è stato un violista e compositore francese.

## Biografia
Emile Ratez nasce a Besançon il 5 novembre 1851.
Suona come violista nell'orchestra dell'Opéra-Comique.
Nel 1891 viene nominato direttore del conservatorio di Lilla, dove muore il 19 maggio 1934.